# Herb Dickieson
Herb Dickieson (né le 8 mars 1954 à New Glasgow) est un physicien et homme politique canadien. Ancien chef du Nouveau Parti démocratique de l'Île-du-Prince-Édouard, il a été député de West Point-Bloomfield de 1996 à 2000. Il est le premier député de tiers-parti à entrer à l'Assemblée législative de l'Île-du-Prince-Édouard et le seul néodémocrate à y avoir jamais été élu.

## Biographie
Herb Dickieson a grandi à New Glasgow dans une petite ferme familiale. Il obtient son baccalauréat en sciences de l'Université de l'Île-du-Prince-Édouard en 1979. Il enseigne au secondaire à Calgary (Alberta) pendant un an avant d'entrer à la faculté de médecine de l'Université Dalhousie, dont il sort diplômé en 1987. Après avoir pratiqué au Nouveau-Brunswick et sur l'Île-du-Prince-Édouard, il ouvre un cabinet à O'Leary.
Il est élu chef du Nouveau Parti démocratique de l'Île-du-Prince-Édouard en mars 1995 et dirige le parti aux élections provinciales de 1996 et de 2000. Candidat dans la circonscription de West Point-Bloomfield, il est élu et devient le premier député d'un autre parti que les progressiste-conservateur et les libéraux à siéger à l'Assemblée législative de l'Île-du-Prince-Édouard. Candidat à sa réélection en aux élections provinciales de 2000, il maintient son score en pourcentage mais est battu par la candidate conservatrice Eva Rodgerson. Deux ans après sa défaire, il démissionne de la direction du parti et est remplacé par Gary Robichaud.
Homme politique populaire durant son mandat, notamment tant que voix du changement, il est invité à se présenter aux élections fédérales. Il ne franchit le pas que lors des élections fédérales de 2015, et est investi candidat par le Nouveau Parti démocratique dans Egmont. Il obtient un peu moins de 20 % et termine troisième, devancé par la sortante conservatrice Gail Shea et le candidat libéral victorieux Bobby Morrissey.
Il se relance en politique provinciale à l'occasion des élections générales de 2019, derrière Joe Byrne, nouveau chef du Nouveau Parti démocratique. Candidat dans son ancienne circonscription, désormais nommée O'Leary-Inverness, il termine deuxième avec 33,2 %, ce qui est de très loin le meilleur score du parti sur l'île, la moyenne du NPD étant 2,9 %.
Herb Dickieson a siégé aux conseils d'administration de la promotion d'un centre communautaire pour les jeunes, au conseil d'administration de la Chambre de commerce et au conseil du chef du personnel médical de l'hôpital communautaire. Il a également président la Société médicale de l'Île-du-Prince-Édouard.
Il réside à Howlan avec sa femme Kathleen et sa famille.

## Fédéral
|       | Candidat        | Parti        | # de voix | % des voix |
|       | (X) Gail Shea   | Conservateur | +06 185,  | 28,97 %    |
|       | Bobby Morrissey | Libéral      | +10 521,  | 49,29 %    |
|       | Herb Dickieson  | NPD          | +04 097,  | 19,19 %    |
|       | Nils Ling       | Vert         | +00543,   | 2,54 %     |
| Total | Total           | Total        | 21 346    | 100 %      |